# الکسیس (بازیکن فوتبال، زاده ۱۹۷۴)
الکسیس (انگلیسی: Alexis؛ زادهٔ ۶ مارس ۱۹۷۴) بازیکن فوتبال اهل اسپانیا است.
از باشگاه‌هایی که در آن بازی کرده‌است می‌توان به باشگاه فوتبال لاس پالماس، باشگاه ورزشی تنریف، باشگاه فوتبال لوانته، و باشگاه فوتبال رئال وایادولید اشاره کرد.